# Theodor Oppermann (Verleger)

Theodor Oppermann

Theodor Oppermann (* 18. November 1889 in Minden; † 6. Mai 1945 in Neukirchen) war ein deutscher Verleger und Politiker (NSDAP).

## Leben und Wirken
Oppermann wurde als Sohn eines Verlagsbuchhändlers geboren. Nachdem er mehrere Jahre lang die Volksschule und die Mittelschule besucht hatte, wurde er von Privatlehrern unterrichtet. Nach dem Abitur studierte er Philosophie und Volkswirtschaft. Im Anschluss an sein Studium arbeitete er in den Jahren 1913 bis 1914 als Redaktionsvolontär, bevor er ab dem Winter 1914/1915 mit dem Ersatzbataillon des Infanterieregiments 130 am Ersten Weltkrieg teilnahm. Nachdem er beim Meldedienst einen Blutsturz erlitt, wurde Oppermann bereits 1915 wieder aus dem Militärdienst entlassen. In die Heimat zurückgekehrt, bekleidete er 1916/1917 den Posten des Chefredakteurs der Landeszeitung Rudolstadt. Daneben war er für die restliche Dauer des Krieges ehrenamtlicher Mitarbeiter des preußischen Kriegsministeriums. Von der Schwarzburgischen Regierung wurde er in Anerkennung seiner Leistungen zum Professor ernannt. Als solcher lebte er 1933 in Hannover, Ostfelstraße 33.
Während der bürgerkriegsähnlichen Monate nach der Novemberrevolution von 1918 wurde Oppermann – nach eigenen Angaben im Reichstagshandbuch – „wiederholt von Marxisten überfallen.“ Ab 1919 war er erneut im journalistischen Bereich tätig, diesmal als Herausgeber der Deutschen Pressekorrespondenz, zehn angegliederter Pressedienste sowie des Monatsbuches Volk und Welt.
Zum 1. Juli 1931 trat Oppermann der NSDAP bei (Mitgliedsnummer 587.255) und schloss sich im selben Jahr der SA an. Er übernahm unter anderem die Hauptschriftleitung der Zeitschrift Deutsche Kraftfahrt, dem Organ des NSKK. In der Obersten SA-Führung amtierte Oppermann als Brigadeführer und SA-Kraftfahrer-Inspekteur Nord. Außerdem fungierte er als stellvertretender Führer der NSKK-Korpsführung, in dessen Leitung er die Abteilung „Wehr und Wirtschaft“ führte.
Bei der Reichstagswahl vom Juli 1932 wurde Oppermann als Kandidat der NSDAP für den Wahlkreis 22 (Düsseldorf Ost) in den Reichstag gewählt, dem er in Folge bis zum Ende der NS-Herrschaft im Mai 1945 ohne Unterbrechung angehörte. In den knapp dreizehn Jahren seiner Abgeordnetenzeit wurde er insgesamt fünfmal wiedergewählt, und zwar im November 1932, im März und November 1933, im März 1936 sowie im Jahre 1938. Das wichtigste parlamentarische Ereignis, an dem Oppermann sich während seiner Abgeordnetenzeit beteiligte, war die Verabschiedung des – unter anderem auch mit seiner Stimme beschlossenen – Ermächtigungsgesetzes im März 1933.
1940 wurde Oppermann zum NSKK-Obergruppenführer befördert. Er wurde Adjutant des Herzogs von Sachsen-Coburg. Am 6. Mai 1945 beendete er in der Internierungshaft sein Leben durch Suizid.
Nach Kriegsende wurden in der Sowjetischen Besatzungszone und in der Deutschen Demokratischen Republik mehrere der von ihm veröffentlichten Schriften auf die Liste der auszusondernden Literatur gesetzt.

## Schriften
- Deutschland den Deutschen, 1931[7]
- Unter den Sturmstandern des NSKK, 1936.